# Blanche Lincoln
Blanche Lambert Lincoln, född 30 september 1960 i Helena, Arkansas, är en amerikansk demokratisk politiker. Hon var ledamot av USA:s senat från Arkansas år 1999 till 2011. Hon var ledamot av USA:s representanthus 1993-1997. Hon var den första kvinnan som valdes in i senaten från Arkansas sedan Hattie Caraway år 1932.
Blanche Lambert avlade 1982 grundexamen vid Randolph-Macon Women's College (numera Randolph College) i Lynchburg, Virginia. Hon är syster till filmregissören Mary Lambert. Hon var medarbetare åt kongressledamoten Bill Alexander 1982-1984. Hon besegrade Alexander i demokraternas primärval inför 1992 års kongressval. Hon gifte sig med Steve Lincoln efter att ha tillträtt som ledamot av representanthuset. Hon ställde inte upp till omval i kongressvalet 1996. Vid den tidpunkten var hon gravid.
Senator Dale Bumpers ställde inte upp till omval i 1998 års kongressval. Lincoln fick 55% av rösterna i senatsvalet mot 42% för republikanen Fay Boozman. Lincoln omvaldes 2004 med 56% av rösterna mot 44% för republikanen Jim Holt. Hon förlorade sin senatsplats för delstaten Arkansas till den republikanske utmanaren John Boozman i mellanårsvalet november 2010.